# فهرست جنگ‌های ژاپن
در فهرست زیر نبرد بخشی از یک جنگ است و یک جنگ ممکن است از تعداد زیادی نبرد تشکیل بشود.

## دوران باستان

### دوره جومون
- اردوکشی شرقی جینمو (حدود قرن هفتم پیش از میلاد)

### دوره یایویی
- جنگ داخلی وا (۱۸۹–۱۴۶ یا ۱۸۴–۱۷۸) ja:倭国大乱

### دوره یاماتو
- شورش تاکه‌هانیاسوهیکو (قرن سوم میلادی) ja:武埴安彦命
- جنگ گوگوریو-وا (۳۹۱–۴۰۴)
- شورش کبی کلان (۴۶۳) ja:吉備氏の乱
  - شورش شاهزاده هوشیکاوا (۴۷۹) ja:星川皇子
- شورش ایوای (۵۲۷–۵۲۸) ja:磐井の乱
- شورش میاتسوکوی سرزمین موساشی (۵۳۴) ja:武蔵国造の乱
- جنگ شیگی‌سان (۵۸۷) ja:丁未の乱
- حادثه ایشی (۶۴۵)
- میشی‌هاسه (۶۵۸–۶۶۰)
- جنگ هاکوسوکی نو ئه (نبرد بک گانگ) (۶۶۳)
- جنگ جینشین (۶۷۲)

### دوره نارا
- شورش هایاتو (۷۲۰–۷۲۱)
- شورش هیروتسوگوی فوجی‌وارا (۷۴۰)
- شورش فوجیوارا نو ناکامارو (۷۶۴)
- جنگ سی و هشت ساله (۷۷۴–۸۱۱) 
  - شورش هوکی (۷۸۰–۷۸۱?)
  - جنگ سوبوسه (۷۸۸) ja:巣伏の戦い

### دوره هی‌آن
- جنگ سی و هشت ساله (۷۷۴–۸۱۱) 
  - تاموراماروی ساکانواوئه (۸۰۱)
  - واتاماروی فونیا (۸۰۱)
- شورش کانگیو (۸۷۸) ja:元慶の乱
- Kanbyō Silla pirate invasion (893) ja:新羅の入寇
- شورش تنگیو (۹۳۶–۹۴۱) (شورش تایرا نو ماساکادو)
- تهاجم توای (۱۰۱۹)
- شورش تاداتسونه تایرا (۱۰۲۸–۱۰۳۰) ja:平忠常の乱
- جنگ زنکونن (۱۰۵۱–۱۰۶۲) 
  - نبرد اونیکیری‌به (۱۰۵۱)
  - نبرد کاواساکی (۱۰۵۷)
  - نبرد کینومی (۱۰۵۷)
  - محاصره کوماتسو (۱۰۶۲)
  - محاصره کوروموگاوا (۱۰۶۲)
  - محاصره کورییاگاوا (۱۰۶۲)
- جنگ گوساننن (۱۰۸۳–۱۰۸۷) 
  - محاصره کانه‌زاوا (۱۰۸۷)
- شورش هوگن (۱۱۵۶)
- شورش هیجی (۱۱۵۹)

#### جنگ گنپی(۱۱۸۵–۱۱۸۰)
- نبرد اوجی (۱۱۸۰)
- محاصره نارا
- نبرد ایشی‌باشی‌یاما (۱۱۸۰)
- نبرد فوجیگاوا (۱۱۸۰)
- سونوماتا-گاوا (۱۱۸۱)
- یاهاگی-گاوا
- هیئوچی
- کوریکارا (۱۱۸۳)
- نبرد شینوهارا
- نبرد میزوشیما
- محاصره فوکوریوجی
- مورویاما
- محاصره هوجوجیدونو (۱۱۸۴)
- نبرد اوجی (۱۱۸۴) (۱۱۸۴)
- آوازو (۱۱۸۴)
- نبرد ایچی نو تانی (۱۱۸۴)
- نبرد کوجیما (۱۱۸۴)
- نبرد یاشیما (۱۱۸۵)
- نبرد دان نو اورا (۱۱۸۵)

## فئودالی ژاپن

### دوره کاماکورا
- نبرد اوشو(۱۱۸۹)
- نبرد وادا (۱۲۱۳)
- شورش خاندان میئورا (۱۲۴۷)
- شورش جوکیو (۱۲۲۱) 
  - نبرد اوجی (۱۲۲۱)

#### حمله مغول به ژاپن(۱۲۸۱ و ۱۲۷۴)
- جنگ بون‌ای (۱۲۷۴)
- جنگ کوآن (۱۲۸۱)

#### شورش گنکو(۱۳۳۳–۱۳۳۱)
- محاصره کاساگی (۱۳۳۱)
- محاصره آکاساکا (۱۳۳۱)
- محاصره چیهایا (۱۳۳۳)
- نبرد کوه سنجو
- لشکرکشی کوزوکه موساشی
- نبرد کوته‌ساشی (۱۳۳۳)
- نبرد کومه‌گاوا
- نبرد بوباایگاوارا (۱۳۳۳)
- محاصره کاماکورا (۱۳۳۳)(۱۳۳۳)

### دوره موروماچی
- شورش ناکاسندای (۱۳۳۵) ja:中先代の乱

#### دوره نان‌بوکو-چو(۱۳۹۲–۱۳۳۶)
- نبرد تاتاراهاما (۱۳۳۶)
- نبرد میناتوگاوا (۱۳۳۶)
- محاصره کانه‌گاساکی  (۱۳۳۷)
- نبرد ایشیزو (۱۳۳۸) ja:石津の戦い
- نبرد شیجوناواته (۱۳۴۸)
- آشوب کاننو (۱۳۵۲–۱۳۵۰)
  - نبرد اوچیده‌هاما (دوره نانبوکوچو) (۱۳۵۱)
- نبرد چیکوگوگاوا (۱۳۵۹) ja:筑後川の戦い
- شورش اوئی (۱۳۹۹)
- شورش اوئه‌سوگی زنشو (۱۴۱۶–۱۴۱۷)
- شورش ایکیو (۱۴۳۸–۱۴۳۷) ja:永享の乱
- محاصره یوکی (۱۴۴۰) ja:結城合戦
- حادثه کاکیتسو (۱۴۴۱) ja:嘉吉の乱
- شورش کوشاماین (۱۴۵۶–۱۴۵۷) ja:コシャマインの戦い

#### حادثه کیوتوکو(۱۴۸۲–۱۴۵۵)
- نبرد بوبایگاوارا (۱۴۵۵) ja:分倍河原の戦い(室町時代)
- نبرد ایراکو (۱۴۵۹–۱۴۷۷) ja:五十子の戦い
- شورش ناگائو کاگه‌هارو (۱۴۸۰–۱۴۷۶) ja:長尾景春の乱
  - نبرد اگوتا–نومابوکوروهارا (۱۴۷۷) ja:江古田・沼袋原の戦い

#### دوره سن‌گوکوودوره آزوچی-مومویاما
- حادثه چوکیو (۱۴۸۷–۱۵۰۵) ja:長享の乱
  - نبرد تاچیکاوارا (۱۵۰۴) ja:立河原の戦い
- نبرد نیویگاتاکه (۱۵۰۹) ja:如意ケ嶽の戦い
- نبرد ناگاموریهارا (۱۵۱۰) ja:長森原の戦い
- محاصره آرایی (۱۵۱۶)
- نبرد آریتا-ناکاایده (۱۵۱۷)
- حادثه نینگبو (۱۵۲۳)
- نبرد کاتسوراگاوا (۱۵۲۷) ja:桂川原の戦い
- نبرد تاته‌ناواته (۱۵۳۰) ja:田手畷の戦い
- جنگ کیوروکو (۱۵۳۱) ja:享禄の錯乱
- نبرد دایموتسو (۱۵۳۱) ja:大物崩れ
- جنگ تنبون (۱۵۳۲–۱۵۳۵) ja:天文の錯乱
  - محاصره ایموری یاما (۱۵۳۲)
  - محاصره ساکای (۱۵۳۲)
  - محاصره یاماشینا هونگانجی (۱۵۳۲)
- نبرد هون نو کوچی (۱۵۳۶)
- نبرد سانبوایجیگاهارا (۱۵۳۶)
- حادثه هاناکورا (۱۵۳۶) ja:花倉の乱
- محاصره موساشی-ماتسویاما (۱۵۳۷)
- نبرد کونودای (۱۵۳۸)
- محاصره کوری‌یاما (۱۵۴۰–۱۵۴۱)
- نبرد آزوکیزاکا (۱۵۴۲)
- محاصره قصر تودا (۱۵۴۲–۱۵۴۳)
- شورش اوتسورو (۱۵۴۲–۱۵۴۸) ja:天文の乱(洞の乱)
- نبرد کاواگوئه (۱۵۴۶)
- نبرد اودایهارا (۱۵۴۶)
- نبرد آزوکیزاکا (۱۵۴۸)
- نبرد کانوگوچی (۱۵۴۷)
- نبرد کایزو (۱۵۵۲)
- نبرد انشو-اوموری (۱۵۵۴)
- نبرد اینو (۱۵۵۵)
- نبرد میاجیما (۱۵۵۵)
- نبرد ناگاراگاوا (۱۵۵۶)
- محاصره قلعه کامینوگو (۱۵۶۲)
- نبرد کونودای (۱۵۶۴)
- نبرد آزوکیزاکا یا میکاوا ایکو-ایکی (۱۵۶۴)
- حادثه ایروکو (۱۵۶۵)
- نبرد میماستوگه (۱۵۶۹)
- نبرد شیرای‌کاوارا (۱۵۷۱)
- نبرد تاکه‌هیرو (۱۵۷۱)
- محاصره قصر ایوامورا (۱۵۷۲)
- نبرد میمیگاوا (۱۵۷۸)
- نبرد اوکیتاناواته (۱۵۸۴)
- سوریاگه‌هارا (۱۵۸۹)

#### لشکرکشی‌هایخاندان تاکدا
- ناشی نو کیدایرا (۱۵۲۶)
- اون نو کوچی (نخستین نبرد شینگن ۱۵۳۶)
- سزاوا (۱۵۴۲)
- اوئه‌هارا (۱۵۴۲)
- کووابارا (۱۵۴۲)
- فوکویو (۱۵۴۲)
- ناگاکوبو (۱۵۴۳)
- کوجینیاما (۱۵۴۴)
- تاکاتوئو (۱۵۴۵)
- ریوگاساکی (۱۵۴۵)
- اوچی‌یاما (۱۵۴۶)
- اودایهارا (۱۵۴۶)
- محاصره قلعه شیگا (۱۵۴۷)
- اوئه‌داهارا (۱۵۴۸)
- شیئوجیریتوگه (۱۵۴۸)
- فوکاشی (۱۵۵۰)
- توئیشی (۱۵۵۱-۱۵۵۰)
- کاتسورائو (۱۵۵۳)
- کیسو فوکوشیما (۱۵۵۴)
- کاننومینه (۱۵۵۴)
- ماتسوئو (۱۵۵۴)
- نبردهای کاواناکاجیما (۱۵۶۴–۱۵۵۳)
- موساشی-ماتسویاما (۱۵۶۳)
- کوراگائو (۱۵۶۵)
- مینووا (۱۵۶۶)
- هاچیگاتا (۱۵۶۸)
- حمله به سوروگا (۱۵۷۱-۱۵۶۸)
- محاصره اوداوارا (۱۵۶۹)
- میماسِه‌توگه (۱۵۶۹)
- کانبارا (۱۵۶۹)
- هانازاوا (۱۵۷۰)
- فوکازاوا (۱۵۷۱)
- تونه‌گاوا (۱۵۷۱)
- ایوامورا (۱۵۷۲)
- عملیات سیجو (۱۵۷۳-۱۵۷۲)
- نبرد هیتوکوتوزاکا (۱۵۷۲)
- محاصره قلعه فوتاماتا (۱۵۷۲)
- نبرد میکاتاگاهارا (۱۵۷۳)
- محاصره قلعه نودا (۱۵۷۳، آخرین نبرد شینگن)
- محاصره تاکاتنجین (۱۵۷۴)
- محاصره قلعه یوشیدا (۱۵۷۵)
- نبرد ناگاشینو (۱۵۷۵)
- اوموسو
- تاکاتنجین (۱۵۸۱)
- نبرد تنموکوزان (۱۵۸۲)
- محاصره تاکاتو (۱۵۸۲)

#### اودا نوبوناگا
- نبرد آکاتسوکا (۱۵۵۲)
- نبرد کایاتزو (۱۵۵۲)
- نبرد استحکامات موراکی (۱۵۵۴)
- نبرد اینو (۱۵۵۶)
- نبرد اوکینو (۱۵۵۸)
- محاصره ترابه (۱۵۵۸)
- محاصره مارونه (۱۵۶۰)
- نبرد نورادا (۱۵۶۰)
- نبرد اوکه‌هازاما (۱۵۶۰)
- محاصره قصر اینابایاما (۱۵۶۷)
- نبرد قلعه کاننونجی (۱۵۶۸)
- نبرد قلعه اوکاواچی (۱۵۶۹)
- محاصره معبد چوکو (۱۵۷۰)
- محاصره کانگاساکی (۱۵۷۰)
- نبرد آنه‌گاوا (۱۵۷۰)
- نبرد قلعه نودا . قلعه فوکوشیما (۱۵۷۰)
- نبرد شیگا (۱۵۷۰)
- نبردهای ایشی‌یاما هونگان (۱۵۸۰–۱۵۷۰)
- محاصره کوه هیئی (۱۵۷۱)
- محاصره‌های ناگاشیما (۱۵۷۱, ۱۵۷۳, ۱۵۷۴)
- نبرد میکاتاگاهارا (۱۵۷۲)
- نبرد قلعه ماکی‌شیما (۱۵۷۳)
- محاصره قلعه هیکیدا (۱۵۷۳)
- محاصره اودانی (۱۵۷۳)
- محاصره قلعه ایچیجودانی (۱۵۷۳)
- نبرد قلعه واکائه (۱۵۷۳)
- محاصره ایتامی (۱۵۷۴)
- نبرد ناگاشینو (۱۵۷۵)
- دومین محاصره دژ ایوامورا (۱۵۷۵)
- محاصره میتسوجی (۱۵۷۶)
- نبردهای کیزوگاواگوچی (۱۵۷۶–۱۵۷۷)
- محاصره شیگیسان (۱۵۷۷)
- تسخیر ولایت کی (۱۵۷۷)
- نبرد تدوریگاوا (۱۵۷۸)
- محاصره‌های تاکاتنجین (۱۵۷۴–۱۵۸۰–۱۵۸۱)
- محاصره میکی (۱۵۷۸–۱۵۸۰)
- محاصره توتتوری (۱۵۸۱)
- محاصره هیجی‌یاما (۱۵۸۱)
- نبرد تنموکوزان (۱۵۸۲)
- محاصره تاکاتو (۱۵۸۲)
- محاصره اوزو (۱۵۸۲)
- حادثه معبد هوننو (۱۵۸۲)

#### تویوتومی هیده‌یوشی
- نبرد آنه‌گاوا
- محاصره کانگاساکی (۱۵۷۰)
- محاصره اودانی
- محاصره قلعه کوزوکی
- نبرد تدوریگاوا
- محاصره ایتامی (۱۵۷۹)
- محاصره میکی
- محاصره توتتوری
- محاصره تاکاماتسو
- نبرد یامازاکی (۱۵۸۲)
- نبرد اوچیدهاما
- نبرد شیزوگاتاکه (۱۵۸۳)
- نبرد کوماکی و ناگاکوته (۱۵۸۴)
- محاصره کاگانوی
- محاصره تاکه‌هانا
- محاصره کان‌ایه
- محاصره تویاما
- محاصره معبد نگورو
- محاصره قلعه اوتا
- حمله شیکوکو (۱۵۸۵) (۱۵۸۵)
- لشکرکشی کیوشو (۱۵۸۵)
- نبرد هتسوگیگاوا (۱۵۸۷)
- محاصره هاچیگاتا (۱۵۹۰)
- محاصره اوداوارا (۱۵۹۰) (۱۵۹۰)
- محاصره شیمودا
- محاصره اوشی
- تهاجم هیده‌یوشی به کره (۱۵۹۸–۱۵۹۲)
- شورش کونوهه (۱۵۹۱)

##### تهاجم هیده‌یوشی به کره (۱۵۹۸–۱۵۹۲)
- - محاصره بوسان (۱۵۹۲)
  - نبرد کیچو (۱۵۹۷–۱۵۹۸)
    - محاصره اولسان (۱۵۹۷–۱۵۹۸)
    - نبرد ساچِئون (۱۵۹۸)
    - نبرد نوریانگ (۱۵۹۸)

#### لشکرکشی‌هایتوکوگاوا ایه‌یاسو
- محاصره ترابه
- محاصره مارونه
- نبرد اوکه‌هازاما
- نبرد آزوکیزاکا (۱۵۶۴)
- محاصره کاکه‌گاوا
- نبرد آنه‌گاوا
- محاصره فوتاماتا
- نبرد میکاتاگاهارا
- محاصره تاکاتنجین (۱۵۷۴)
- محاصره قلعه یوشیدا
- نبرد ناگاشینو
- محاصره تاکاتنجین
- نبرد تنموکوزان
- محاصره تاکاتو (۱۵۸۲)
- نبرد کوماکی و ناگاکوته
- محاصره اوداوارا (۱۵۹۰)
- نبرد سکیگاهارا (۱۶۰۰)
  - محاصره فوشیمی
  - نبرد قلعه گیفو
  - محاصره اوئدا
- محاصره اوساکا

### دوره ادو
- حمله به ریوکیو (۱۶۰۹)
- محاصره اوساکا (۱۶۱۴–۱۶۱۵)
- شورش شیمابارا (۱۶۳۷–۱۶۳۸)
- شورش شاکوشاین (۱۶۶۹–۱۶۷۲)
- قیام جوکیو (۱۶۸۶)
- شورش اوئدا (۱۷۶۱) ja:上田騒動
- شورش نینجی نو ماتسوبارا (۱۷۷۱) ja:虹の松原一揆
- شورش مناشی-کوناشیر (۱۷۸۹)
- شورش اوشیو هیهاچیرو (۱۸۳۷)

### باکوماتسو
- حادثه تسوشیما (۱۸۶۱)
- نبرد تنگه شیمونوسکی (۱۸۶۳)
- بمباران کاگوشیما (۱۸۶۳)
- شورش میتو (۱۸۶۴)
- حادثه کینمون (۱۸۶۴)
- اولین عملیات چوشو (۱۸۶۴)
- جنگ شیمونوسکی
- دومین عملیات چوشو (۱۸۶۶)
- جنگ بوشین (۱۸۶۸–۱۸۶۹)
  - نبرد توبا–فوشیمی
  - آوا
  - سقوط قلعه اوساکا
  - نبرد کوشو-کاتسونوما
  - نبرد قلعه اوتسونومیا
  - سقوط ادو
  - نبرد اوئنو
  - نبرد هوکواتسو
  - نبرد هاتچوکی
  - نبرد بوناری پاس
  - آیزو
  - نبرد نوهجی
  - نبرد خلیج میاکو
  - نبرد هاکوداته
  - نبرد دریایی خلیج هاکوداته

## دوران نوین

### دوره میجی
- شورش ساگا (۱۸۷۴)
- شورش شین‌پورن (۱۸۷۶)
- شورش آکی‌زوکی (۱۸۷۶)
- شورش هاگی (۱۸۷۶)
- شورش ساتسوما (۱۸۷۷)

#### نخستین جنگ چین و ژاپن(۱۸۹۵–۱۸۹۴)
- نبرد رودخانه یالو (۱۸۹۴)

#### جنگ روسیه و ژاپن(۱۹۰۵–۱۹۰۴)
- نبرد پورت آرتور (۱۹۰۴–۱۹۰۵)
- نبرد رودخانه یالو (۱۹۰۴)
- نبرد دریای زرد (۱۹۰۴)
- نبرد نانشان (۱۹۰۴)
- نبرد شانتونگ (۱۹۰۴)
- نبرد دالیان (۱۹۰۴)
- نبرد لیائویانگ (۱۹۰۴)
- نبرد تسوشیما (۱۹۰۵)
- نبرد موکدن (۱۹۰۵)

### دوره تایشو

#### جنگ جهانی اول(۱۹۱۵–۱۹۱۴)
- محاصره چینگدائو

### دوره شووا

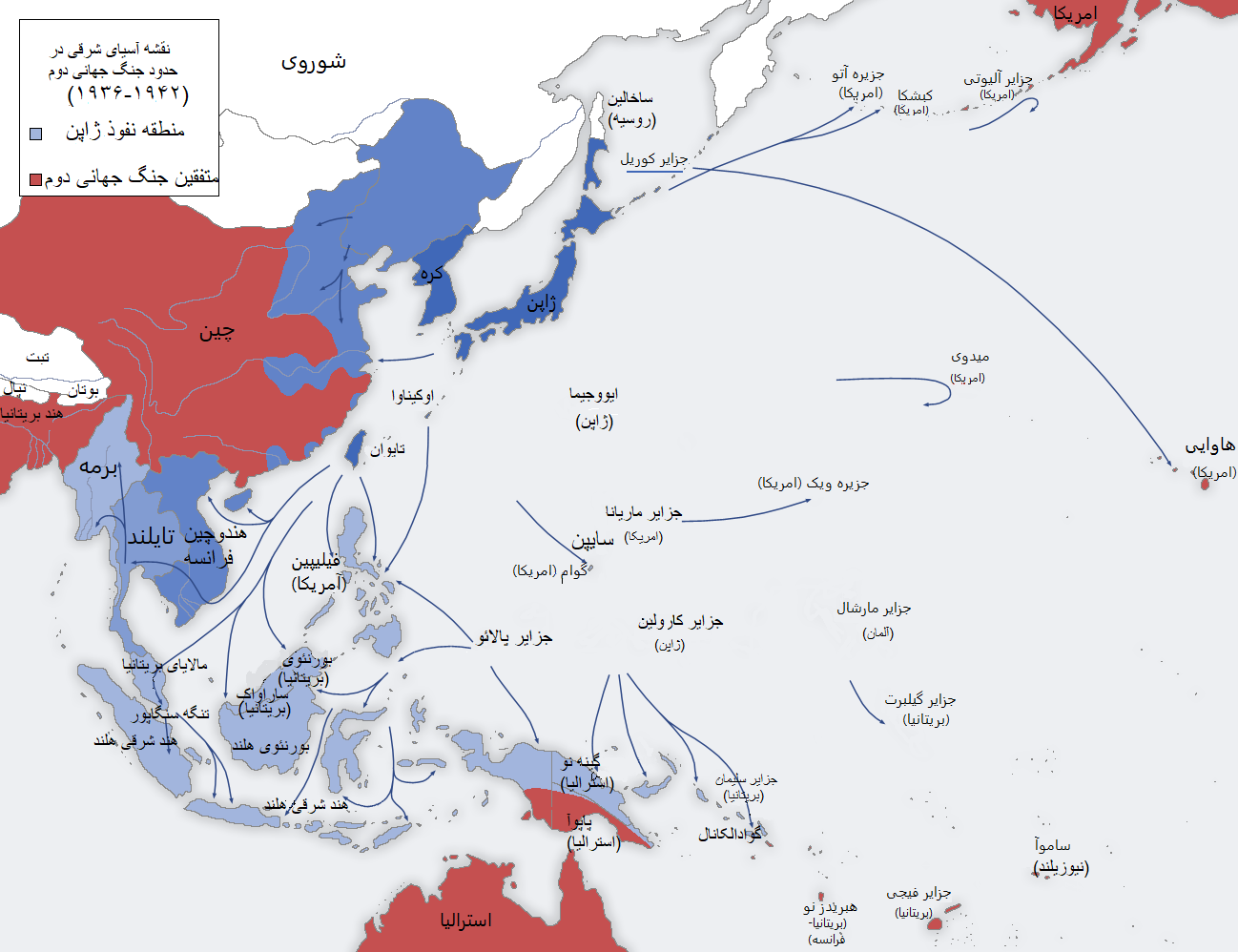
نقشه جنگ اقیانوس آرام از سال ۱۹۳۷ تا ۱۹۴۲ میلادی

- جنگ پانزده ساله
- جنگ بزرگ آسیای شرقی

### جنگ دوم چین و ژاپن
(پرچم‌ها نشاندهندهٔ کشور یا کشورهای برندهٔ نبرد هستند)
قبل از ۱۹۴۲ و ورود به جنگ اقیانوس آرام:
- ۱۹۳۷-۰۷-۰۷ – ۱۹۳۷-۰۷-۰۹ حادثه پل مارکو پولو
- ۱۹۳۷-۰۸-۱۳ – ۱۹۳۷-۱۱-۲۶ نبرد شانگهای
- ۱۹۳۷-۰۹-۰۱ – ۱۹۳۷-۱۱-۰۹ نبرد تائی‌یوان
- ۱۹۳۷-۱۲-۰۹ – ۱۹۳۸-۰۱-۳۱ نبرد نانجینگ
- ۱۹۳۸-۰۳-۲۴ – ۱۹۳۸-۰۵-۰۱ نبرد شوژو
- ۱۹۳۸-۰۶-۱۱ – ۱۹۳۸-۱۰-۲۷ نبرد ووهان
- ۱۹۳۹-۰۳-۱۷ – ۱۹۳۹-۰۵-۰۹ نبرد نانچانگ
- ۱۹۳۹-۰۴-۲۰ – ۱۹۳۹-۰۵-۲۴ نبرد سوئیزائو
- ۱۹۳۹-۰۹-۱۳ – ۱۹۳۹-۱۰-۰۸ نبرد چانگشا (۱۹۳۹)
- ۱۹۳۹-۱۱-۱۵ – ۱۹۴۰-۱۱-۳۰ نبرد جنوب گوانگشی
- ۱۹۴۰-۰۵-۰۱ – ۱۹۴۰-۰۶-۱۸ نبرد زائویانگ-ایچانگ
- ۱۹۴۰-۰۸-۲۰ – ۱۹۴۰-۱۲-۰۵ صد هنگ متجاوز
- ۱۹۴۱-۰۱-۳۰ – ۱۹۴۱-۰۳-۰۱ نبرد جنوب هنان
- ۱۹۴۱-۰۳-۱۴ – ۱۹۴۱-۰۴-۰۹ نبرد شانگو
- ۱۹۴۱-۰۵-۰۷ – ۱۹۴۱-۰۵-۲۷ نبرد جنوب شانشی
- ۱۹۴۱-۰۹-۰۶ – ۱۹۴۱-۱۰-۰۸ نبرد چانگشا (۱۹۴۱)

پس از شروع جنگ اقیانوس آرام (پس از حمله به پرل هاربر):
- ۱۹۴۱-۱۲-۲۴ – ۱۹۴۲-۰۱-۱۵ نبرد چانگشا (۱۹۴۲)
- ۱۹۴۲-۰۵-۱۴ – ۱۹۴۲-۰۹-۰۷ لشکرکشی چجیانگ-جیانگشی
- ۱۹۴۳-۰۵-۱۲ – ۱۹۴۳-۰۶-۰۳ نبرد غرب هوبئی
- ۱۹۴۳-۱۱-۰۲ – ۱۹۴۳-۱۲-۲۰ نبرد چانگدی
- ۱۹۴۴-۰۴-۱۷ – ۱۹۴۴-۱۲-۱۰ عملیات ایچی-گو
- ۱۹۴۵-۰۴-۰۹ – ۱۹۴۵-۰۶-۰۷ نبرد غرب هونان
- ۱۹۴۵-۰۴-۱۸ — ۱۹۴۵-۰۸-۰۴ دومین لشکرکشی گوانگشی

 حمله ژاپن به هندوچین فرانسه
(هندوچین فرانسه، ویتنام، لائوس و کامبوج و بخشی از چین کنونی را شامل می‌شود. این مناطق در زمان جنگ تحت استعمار فرانسه ویشی بودند)
- ۱۹۴۰-۰۹-۲۲ – ۱۹۴۰-۰۹-۲۵ نبرد لانگ‌سون
- ۱۹۴۰-۰۹-۲۴ – ۱۹۴۰-۰۹-۲۶ بمباران‌های فونگ

 جنگ فرانسه-تایلند
- اکتبر ۱۹۴۰ – ۹ مه ۱۹۴۱

 جنگ‌های مرزی شوروی و ژاپن
- ۱۹۳۸-۰۷-۲۹ – ۱۹۳۸-۰۸-۱۱ نبرد دریاچه خاسان
- ۱۹۳۹-۰۵-۱۱ – ۱۹۳۹-۰۹-۱۶ نبرد خالخین گل

#### جنگ اقیانوس آرام
- ۱۹۴۱-۱۲-۰۷ (۱۲–۰۸ زمان استاندارد ژاپن) حمله به پرل هاربر
- ۱۹۴۱-۱۲-۰۸ تهاجم نظامی ژاپن به تایلند
- ۱۹۴۱-۱۲-۰۸ نبرد گوام
- ۱۹۴۱-۱۲-۰۷/۱۹۴۱-۱۲-۰۸ اعلام جنگ ایالات متحده آمریکا و انگلستان به ژاپن؛
- ۱۹۴۱-۱۲-۰۸ – ۱۹۴۱-۱۲-۲۵ نبرد هنگ کنگ
- ۱۹۴۱-۱۲-۰۸ – ۱۹۴۲-۰۱-۳۱ نبرد مالایا
- ۱۹۴۱-۱۲-۱۰ غرق رزم‌ناوهای پرنس ولز و رپولس
- ۱۹۴۱-۱۲-۱۱ – ۱۹۴۱-۱۲-۲۴ نبرد جزیره ویک
- ۱۹۴۱-۱۲-۱۶ – ۱۹۴۲-۰۴-۰۱ نبرد بورنئو (۴۲-۱۹۴۱)
- ۱۹۴۱-۱۲-۲۲ – ۱۹۴۲-۰۵-۰۶ نبرد فیلیپین (۴۲–۱۹۴۱)
- ۱۹۴۲-۰۱-۰۱ – ۱۹۴۵-۱۰-۲۵ حمل اسیر از طریق کشتی جهنمی
- ۱۹۴۲-۰۱-۱۱ – ۱۹۴۲-۰۱-۱۲ نبرد تاراکان (۱۹۴۲)[۱]
- ۱۹۴۲-۰۱-۲۳ نبرد رابائول (۱۹۴۲)
- ۱۹۴۲-۰۱-۲۴ نبرد بالیک‌پاپان (۱۹۴۲)[۲]
- ۱۹۴۲-۰۱-۲۵ تایلند به متفقین اعلام جنگ می‌کند
- ۱۹۴۲-۰۱-۳۰ – ۱۹۴۲-۰۲-۰۳ نبرد آمبون[۳]
- ۱۹۴۲-۰۱-۳۰ – ۱۹۴۲-۰۲-۱۵ نبرد سنگاپور
- ۱۹۴۲-۰۲-۰۴ نبرد تنگه ماکاسار
- ۱۹۴۲-۰۲-۱۴ – ۱۹۴۲-۰۲-۱۵ نبرد پالم‌بانگ[۴]
- ۱۹۴۲-۰۲-۱۹ بمباران داروین، استرالیا
- ۱۹۴۲-۰۲-۱۹ – ۱۹۴۲-۰۲-۲۰ نبرد تنگه بادونگ[۵]
- ۱۹۴۲-۰۲-۱۹ – ۱۹۴۳-۰۲-۱۰ نبرد تیمور[۶][۷]
- ۱۹۴۲-۰۲-۲۷ – ۱۹۴۲-۰۳-۰۱ نبرد دریای جاوه[۸]
- ۱۹۴۲-۰۳-۰۱ نبرد تنگه سوندا[۹]
- ۱۹۴۲-۰۳-۰۱ – ۱۹۴۲-۰۳-۰۹ نبرد جاوه (۱۹۴۲)[۱۰]
- ۱۹۴۲-۰۳-۳۱ نبرد جزیره کریسمس[۱۱]
- ۱۹۴۲-۰۳-۳۱ – ۱۹۴۲-۰۴-۱۰ یورش به اقیانوس هند
- ۱۹۴۲-۰۴-۰۹ آغاز راه‌پیمایی مرگ باتاآن
- ۱۹۴۲-۰۴-۱۸ حمله دولیتل
- ۱۹۴۲-۰۵-۰۳ حمله تولاگی (مه ۱۹۴۲)
- ۱۹۴۲-۰۵-۰۴ – ۱۹۴۲-۰۵-۰۸ نبرد دریای مرجان
- ۱۹۴۲-۰۵-۳۱ – ۱۹۴۲-۰۶-۰۸ حمله به بندر سیدنی، استرالیا
- ۱۹۴۲-۰۶-۰۴ – ۱۹۴۲-۰۶-۰۶ نبرد میدوی

### حملات متفقین
جبهه جنوب شرقی آسیای جنگ جهانی دوم: ۱۹۴۱-۱۲-۰۸ – ۱۹۴۵-۰۸-۱۵
- [۱۲]  نبرد برمه: ۱۹۴۱-۱۲-۱۶ – ۱۹۴۵-۰۸-۱۵
- اکتبر ۱۹۴۳ – مارس ۱۹۴۵ نبرد شمال میانمار و غرب یون‌نان
- ۱۹۴۵-۰۵-۱۵ – ۱۹۴۵-۰۵-۱۶ نبرد تنگه ملاکا

لشکرکشی گینه نو
- ۱۹۴۲-۰۱-۲۳ – نبرد رابائول (۱۹۴۲)
- ۱۹۴۲-۰۳-۰۷ – عملیات مو (حمله ژاپنی‌ها به سرزمین اصلی گینه نو)
- ۱۹۴۲-۰۵-۰۴ – ۱۹۴۲-۰۵-۰۸ نبرد دریای مرجان
- ۱۹۴۲-۰۷-۰۱ – ۱۹۴۳-۰۱-۳۱ لشکرکشی مسیر کوکودا
- ۱۹۴۲-۰۸-۲۵ – ۱۹۴۲-۰۹-۰۵ نبرد خلیج میلنه
- ۱۹۴۲-۱۱-۱۹ – ۱۹۴۳-۰۱-۲۳ نبرد بونا-گونا
- ۱۹۴۳-۰۱-۲۸ – ۱۹۴۳-۰۱-۳۰ نبرد وآو
- ۱۹۴۳-۰۳-۰۲ – ۱۹۴۳-۰۳-۰۴ نبرد دریای بیسمارک
- ۱۹۴۳-۰۶-۲۹ – ۱۹۴۳-۰۹-۱۶ نبرد سالامائوآ-لائه
- ۱۹۴۳-۰۶-۳۰ – ۱۹۴۴-۰۳-۲۵ عملیات چرخ‌دستی
- ۱۹۴۳-۰۹-۱۹ – ۱۹۴۴-۰۴-۲۴ لشکرکشی، مارکم، رامو و فینیستر
- ۱۹۴۳-۰۹-۲۲ – ۱۹۴۴-۰۱-۱۵ لشکرکشی پنیسولا هوئون
- ۱۹۴۳-۱۱-۰۱ – ۱۹۴۳-۱۱-۱۱ بمباران رابائول (نوامبر ۱۹۴۳)
- ۱۹۴۳-۱۲-۱۵ – ۱۹۴۵-۰۸-۱۵ لشکرکشی بریتانیای نو
- ۱۹۴۴-۰۲-۲۹ – ۱۹۴۴-۰۳-۲۵ لشکرکشی جزایر آدمیرالتی
- ۱۹۴۴-۰۴-۲۲ – ۱۹۴۵-۰۸-۱۵ لشکرکشی غرب گینه نو

نبرد ماداگاسکار
- ۱۹۴۲-۰۵-۰۵ – ۱۹۴۲-۱۱-۰۶ نبرد ماداگاسکار

لشکرکشی جزایر آلیوتی
- ۱۹۴۲-۰۶-۰۶ – ۱۹۴۳-۰۸-۱۵ لشکرکشی جزایر آلیوتی
- ۱۹۴۲-۰۶-۰۷ – ۱۹۴۳-۰۸-۱۵ نبرد کیشکا
- ۱۹۴۳-۰۳-۲۶ – نبرد جزایر کماندورسکی

لشکرکشی گوادال‌کانال
- ۱۹۴۲-۰۸-۰۷ – ۱۹۴۳-۰۲-۰۹ لشکرکشی گوادال‌کانال
- ۱۹۴۲-۰۸-۰۹ نبرد جزیره ساوو
- ۱۹۴۲-۰۸-۲۴ – ۱۹۴۲-۰۸-۲۵ نبرد جزایر سلیمان شرقی
- ۱۹۴۲-۱۰-۱۱ – ۱۹۴۲-۱۰-۱۲ نبرد کیپ اسپرانس
- ۱۹۴۲-۱۰-۲۵ – ۱۹۴۲-۱۰-۲۷ نبرد جزایر سانتا کروز
- ۱۹۴۲-۱۱-۱۳ – ۱۹۴۲-۱۱-۱۵ نبرد دریایی گوادالکانال
- ۱۹۴۲-۱۱-۳۰ نبرد تاسافارونگا

لشکرکشی جزایر سلیمان
- ۱۹۴۳-۰۱-۲۹ – ۱۹۴۳-۰۱-۳۰ نبرد جزیره رنل
- ۱۹۴۳-۰۳-۰۶ نبرد تنگه بلکت
- ۱۹۴۳-۰۶-۱۰ – ۱۹۴۳-۰۸-۲۵ نبرد جورجیای نو
- ۱۹۴۳-۰۷-۰۶ نبرد خلیج کولا
- ۱۹۴۳-۰۷-۱۲ – ۱۹۴۳-۰۷-۱۳ نبرد کلومبانگارا
- ۱۹۴۳-۰۸-۰۶ – ۱۹۴۳-۰۸-۰۷ نبرد خلیج ولا
- ۱۹۴۳-۰۸-۱۷ – ۱۹۴۳-۰۸-۱۸ نبرد هورانیو
- ۱۹۴۳-۰۸-۱۵ – ۱۹۴۳-۱۰-۰۹ نبرد ولا لاوا (زمینی)
- ۱۹۴۳-۱۰-۰۶ نبرد ولا لاولا (دریایی)
- ۱۹۴۳-۱۱-۰۱ – ۱۹۴۵-۰۸-۲۱ کارزار بوگنویل
- ۱۹۴۳-۱۱-۰۱ – ۱۹۴۳-۱۱-۰۲ نبرد خلیج شهبانو آوگوستا
- ۱۹۴۳-۱۱-۲۶ نبرد دماغه سنت‌جورج

لشکرکشی جزایر گیلبرت و مارشال
- ۱۹۴۳-۱۱-۲۰ – ۱۹۴۳-۱۱-۲۳ نبرد تاراوا
- ۱۹۴۳-۱۱-۲۰ – ۱۹۴۳-۱۱-۲۴ نبرد ماکین
- ۱۹۴۴-۰۱-۳۱ – ۱۹۴۴-۰۲-۰۷ نبرد کواجالین
- ۱۹۴۴-۰۲-۱۶ – ۱۹۴۴-۰۲-۱۷ عملیات هیلستن
- ۱۹۴۴-۰۲-۱۶ – ۱۹۴۴-۰۲-۲۳ نبرد انی‌وتک

بمباران جنوب شرقی آسیا (۴۵–۱۹۴۴)
- عملیات کاکپیت ۱۹۴۴-۰۴-۱۹
- عملیات ترنسم ۱۹۴۴-۰۵-۱۷
- بمباران بانکوک ۱۹۴۴-۰۵-۲۰
- عملیات ماترهورن ۱۹۴۴-۰۶-۰۵ – مه ۱۹۴۵
- عملیات مریدین ۱۹۴۵-۰۱-۲۴ – ۱۹۴۵-۰۱-۲۹

لشکرکشی جزایر پالائو و ماریانا
- ۱۹۴۴-۰۶-۱۵ – ۱۹۴۴-۰۷-۰۹ نبرد سایپن
- ۱۹۴۴-۰۶-۱۹ – ۱۹۴۴-۰۶-۲۰ نبرد دریای فیلیپین
- ۱۹۴۴-۰۷-۲۱ – ۱۹۴۴-۰۸-۱۰ نبرد گوام (۱۹۴۴)[۱۳]
- ۱۹۴۴-۰۷-۲۴ – ۱۹۴۴-۰۸-۰۱ نبرد تینیان[۱۳]
- ۱۹۴۴-۰۹-۱۵ – ۱۹۴۴-۱۱-۲۵ نبرد پللیو[۱۴]
- ۱۹۴۴-۰۹-۱۷ – ۱۹۴۴-۰۹-۳۰ نبرد آنگائور[۱۴]

لشکرکشی فیلیپین (۴۵–۱۹۴۲)
- ۱۹۴۴-۱۰-۲۰ – ۱۹۴۴-۱۲-۱۰ نبرد لیته
- ۱۹۴۴-۱۰-۲۴ – ۱۹۴۴-۱۰-۲۵ نبرد خلیج لیته
- ۱۹۴۴-۱۱-۱۱ – ۱۹۴۴-۱۲-۲۱ نبرد خلیج اورموک
- ۱۹۴۴-۱۲-۱۵ – ۱۹۴۵-۰۷-۰۴ نبرد لوزون
- ۱۹۴۵-۰۱-۰۹ تهاجم نظامی به خلیج لینگاین
- ۱۹۴۵-۰۱-۳۱ – ۱۹۴۵-۰۲-۰۸ نبرد باتاآن (۱۹۴۵)
- ۱۹۴۵-۰۲-۰۳ – ۱۹۴۵-۰۳-۰۳ نبرد مانیل (۱۹۴۵)
- ۱۹۴۵-۰۳-۱۸ – ۱۹۴۵-۰۷-۳۰ نبرد ویسایا
- ۱۹۴۵-۰۳-۱۰ – ۱۹۴۵-۰۸-۱۵ نبرد میندانائو

لشکرکشی جزایر کازان و ریوکیو
- ۱۹۴۵-۰۲-۱۶ – ۱۹۴۵-۰۳-۲۶ نبرد ایووجیما
- ۱۹۴۵-۰۴-۰۱ – ۱۹۴۵-۰۶-۲۱ نبرد اوکیناوا
- ۱۹۴۵-۰۴-۰۷ عملیات تن‌گو

لشکرکشی بورنئو (۱۹۴۵)
- ۱۹۴۵-۰۵-۰۱ – ۱۹۴۵-۰۵-۲۵ نبرد تاراکان (۱۹۴۵)
- ۱۹۴۵-۰۶-۱۰ – ۱۹۴۵-۰۶-۱۵ نبرد شمال بورنئو
- ۱۹۴۵-۰۶-۱۰ – ۱۹۴۵-۰۶-۲۲ نبرد لابوآن
- ۱۹۴۵-۰۶-۱۷ – ۱۹۴۵-۰۸-۱۵ نبرد شمال بورنئو
- ۱۹۴۵-۰۷-۰۷ – ۱۹۴۵-۰۷-۲۱ نبرد بالیک‌پاپان (۱۹۴۵)

لشکرکشی ژاپن
- ۱۹۴۵-۰۷-۲۲ نبرد خلیج توکیو
- ۱۹۴۵-۰۸-۰۶ – ۱۹۴۵-۰۸-۰۹ بمباران اتمی هیروشیما و ناگاساکی

تهاجم نظامی شوروی به منچوری
- ۱۹۴۵-۰۸-۰۸ – ۱۹۴۵-۰۹-۰۲ تهاجم نظامی شوروی به منچوری

### دوره هیسه‌ای
- نبرد آمامی-اوشیما (۲۰۰۱)